# Golden Child
I Golden Child (골든차일드?) sono un gruppo musicale sudcoreano formatosi a Seul nel 2017.
Il gruppo debuttò il 28 agosto 2017 con l'EP Gol-Cha!.

## Formazione
Attuale
- Lee Dae-yeol – leader, voce (2017-presente)
- Y – voce (2017-presente)
- Lee Jang-jun – voce, rap (2017-presente)
- Bae Seung-min – voce (2017-presente)
- Bong Jae-hyun – voce (2017-presente)
- Kim Dong-hyun – voce (2017-presente)
- Hong Joo-chan – voce (2017-presente)

Ex-membri
- Park Jae-seok – voce (2017-2018)
- Tag – voce, rap (2017-2024)
- Kim Ji-beom – voce (2017-2024)
- Choi Bo-min – voce (2017-2024)

## Discografia

### Album in studio
- 2019 – Re-boot
- 2021 – Game Changer

### EP
- 2017 – Gol-Cha!
- 2018 – Miracle
- 2018 – Wish
- 2020 – Take a Leap
- 2021 – Yes.

### Riedizioni
- 2020 – Without You
- 2021 – Ddara

### Singoli
- 2018 – Goldenness
- 2019 – Spring Again

## Videografia
- 2017 – DamDaDi
- 2018 – It's U
- 2018 – Lady
- 2018 – Let Me
- 2018 – Genie
- 2019 – Wannabe
- 2020 – Without You
- 2020 – One (Lucid Dream)

## Filmografia

### Cinema
- Golden Movie (2018)

### Televisione
- Children of the 20th Century (2018)

### Reality Show
- 2017 Woollim Pick (2017)
- Ring It! Golden Child! (2017)

## Riconoscimenti

### Mnet Asian Music Awards
| Anno | Ricevente    | Premio                   | Risultato   |
| ---- | ------------ | ------------------------ | ----------- |
| 2017 | Golden Child | Best New Male Artist     | Candidato/a |
| 2017 | Golden Child | Qoo10 Artist of the Year | Candidato/a |

### MTV Europe Music Awards
| Anno | Ricevente    | Premio          | Risultato   |
| ---- | ------------ | --------------- | ----------- |
| 2018 | Golden Child | Best Korean Act | Candidato/a |

### Seoul Music Award
| Anno | Ricevente    | Premio               | Risultato   |
| ---- | ------------ | -------------------- | ----------- |
| 2018 | Golden Child | New Artist Award     | Candidato/a |
| 2018 | Golden Child | Popularity Award     | Candidato/a |
| 2018 | Golden Child | Hallyu Special Award | Candidato/a |

### V Live Awards
| Anno | Ricevente    | Premio              | Risultato       |
| ---- | ------------ | ------------------- | --------------- |
| 2018 | Golden Child | Global Rookie Top 5 | Vincitore/trice |

### Fandom School Awards
| Anno | Ricevente    | Premio              | Risultato       |
| ---- | ------------ | ------------------- | --------------- |
| 2018 | Golden Child | The Best New Artist | Vincitore/trice |

### Korea Culture & Entertainment Awards
| Anno | Ricevente    | Premio        | Risultato       |
| ---- | ------------ | ------------- | --------------- |
| 2018 | Golden Child | K-pop Bonsang | Vincitore/trice |